# No Shoes Blues (album)
Live at "Listed Harbour" for TV2 Bornholm er et bluesalbum fra 2004 af bandet No Shoes.
Albummet inkluderer sangene: 
- After Midnight
- Will You Love Me
- You Gave Me Nothing
- Drift Away
- Mercy Mercy Mercy
- Cakewalk
- Lets Ball